# Poul Pedersen (præst)
 For alternative betydninger, se Poul Pedersen. (Se også artikler, som begynder med Poul Pedersen)
Poul Pedersen (født 1550 i Roskilde, død i november 1616 sammesteds) var en dansk skolemand og præst.
Poul Pedersens far, magister Peder Poulsen (død 1572), var lektor og præst ved Roskilde Domkirke. Efter at være bleven student fra sin fødebys skole forsynedes Poul Pedersen af Roskilde Kapitel med midler til at rejse udenlands. Hjemkommen blev han hører ved Roskilde Skole, til hvis rektor han 1580 beskikkedes. I 1584 kaldedes han til lærer for Frederik II's næstældste søn, hertug Ulrik, hvem han senere fulgte på en længere udenlandsrejse. Imidlertid aflagdes han (1586) med et vikariat og siden (1587) med et kannikedømme i Roskilde. I 6 år var han hertugens lærer, derpå i nogle år residerende kannik i Roskilde, indtil han 1595 kaldedes til sognepræst ved domkirken, i hvilken stilling han forblev til sin død. Han nød megen anseelse i sin tid. Fuit ingenium altum, insigne, magnum, skriver Bertel Knudsen Aquilonius, der også har forfattet hans gravskrift i Roskilde Domkirke. I 1610 havde han ægtet Margrethe Schwendi, der overlevede ham i mange år og af en samtidig (Otto Sperling) omtales som "en klog Matrone med en Mands Forstand".